# Psorotichia montinii
Psorotichia montinii är en lavart som först beskrevs av A. Massal., och fick sitt nu gällande namn av Forssell. Psorotichia montinii ingår i släktet Psorotichia och familjen Lichinaceae.   Inga underarter finns listade i Catalogue of Life.